# Allophylus hirtellus
Allophylus hirtellus là một loài thực vật có hoa trong họ Bồ hòn. Loài này được (Hook.f.) Radlk. mô tả khoa học đầu tiên năm 1895.